# Jul i Tøyengata
Jul i Tøyengata är en norsk julkalender som visades på TVNorge 2006. Serien är en parodi på den norska julkalendern Jul i Skomakergata med ungdomar och vuxna från 12 till 44 år som målgrupp.

## Handling
Serien utspelar sig 2006, där Skomakergata har ersatts med Tøyengata och persongalleriet av diverse personer med invandrarbakgrund (som ofta bedriver ljusskygga förehavanden). Zahid Ali spelar dubbelrollen som skomakaren Ali och den vita järnhandlaren A.O. Konnerud. Serien har inslag av några korta dockfilmer om Mulla Blund, för att belysa invandrarnas särbehandling i det norska samhället, som en parodi på Jon Blund. 

## Rollista
- Zahid Ali – skomakaren Ali; Konnerud
- Nikis Theophilakis – Naeem
- Morten Rudå – Varberg
- Siw Anita Andersen – Iram
- Bodil Lahelle – fru Konnerud
- Charlotte Frogner – dagisfröken
- Tre afrikaner: Buntu Pupa, Banthata Mukguatsane och Jimu Makurumbandi
- Ragnar Dyresen – Kadir Butt
- Robert Gustafsson – cykelbud, maffiaboss

## Sändningar
Serien visades i Norge på TVNorge varje kväll kl 20:15 och har senare visats i repris 2019.
När TVNorges svenska systerkanal Kanal 5 ville visa serien i Sverige uppstod ett kontraktsbråk med Robert Gustafsson som inte ville att serien skulle visas i Sverige eftersom "svenskar skulle ha problem att förstå en parodi på Jul i Skomakergata, som är ett norskt koncept". Detta ledde till att kanalen visade serien ändå men med Gustafssons scener bortklippta.

## Tittarsiffror och mottagande
Premiären sågs av runt 432 000 personer, något som var en hög siffra för TVNorge. Men efter några avsnitt började tittarsiffrorna sjunka och efter drygt två veckor låg tittarsiffrorna på runt 147 000.
Premiären fick ett ljummet mottagande av TV-recensenterna. Mest positiv var Dagsavisens recensent som gav högsta betyg. VG:s recensent gav fyra av fem, Aftenposten och Dagbladet tre, Bergens Tidende och Stavanger Aftenblad två och Adressa 1.
Zahid Ali mottog också en del kritik från Henki Kolstad som kände sig kränkt av skomakarparodin.

## DVD
Serien utkom 2007 på DVD. Utgåvan innehåller närmare 30 minuter med extramaterial, alla inslagen från "Alis TV" och dokumentären "Jul bak Tøyengata".